# Antonia Valdés
Antonia Alejandra Valdés Arriagada (ur. 11 listopada 2002) – chilijska zapaśniczka walcząca w stylu wolnym. Brązowa medalistka igrzysk panamerykańskich w 2023, a także igrzysk boliwaryjskich w 2022. Zajęła ósme miejsce na mistrzostwach panamerykańskich w 2022. Wicemistrzyni panamerykańska kadetów w 2019. Uczestniczka zawodów kadetów i juniorów.